# 드림 러버 (1986년 영화)
《드림 러버》(영어: Dream Lover)는 미국에서 제작된 앨런 J. 퍼쿨라 감독의 1986년 스릴러 영화이다. 크리스티 맥니콜 등이 출연하였다.
이 영화는 비평가들로부터 좋은 평가를 받지 못했다.

## 출연진
- 크리스티 맥니콜
- 벤 매스터스
- 폴 셰나
- 저스틴 디스
- 존 맥마틴
- 게일 허니컷
- 조지프 컬프
- 매슈 펜
- 폴 웨스트
- 매슈 롱
- 존 폴리토
- 엘런 파커